# Thomas Lenk
Kaspar-Thomas ("Thomas") Lenk (Berlijn, 15 juni 1933 – Schwäbisch Hall, 15 september 2014) was een Duitse beeldhouwer, tekenaar en graficus.

## Leven en werk
Thomas Lenk bezocht in 1950 gedurende korte tijd de Staatliche Akademie der Bildenden Künste Stuttgart, maar verwisselde zijn studie voor een opleiding als steenhouwer. Vanaf 1952 maakte hij zijn eerste sculpturen (zo ontwierp hij onder anderen een KZ-Mahnmal, dat thans is te zien in het museum van Auschwitz) en in 1954 vestigde hij zich als vrij kunstenaar. Rond het jaar 1955 veranderde hij van figuratieve in een abstracte kunstenaar. Vanaf 1964 creëerde hij zijn zogenaamde Schichtplastiken (gestapelde sculpturen), waarmee hij internationaal de aandacht trok. In 1968 werd hij uitgenodigd voor de 4.documenta in Kassel en in 1970 bezette hij met de beeldhouwers Heinz Mack, Georg Karl Pfahler en Günther Uecker het Duitse paviljoen tijdens de Biënnale van Venetië. In 1995 was Thomas Lenk eregast in Villa Massimo in Rome.
In 1978 vervulde Lenk een gasthoogleraarschap in Caïro en in 1989 werd hij benoemd tot hoogleraar in Stuttgart. De kunstenaar woonde en werkte sinds 1974 op Schloss Tierberg in Braunsbach bij Schwäbisch Hall.

## Enkele werken
- Schichtung (1968/69), Heinrich Vetter Sammlung in Ilvesheim
- Skulptur Raum Konzeption (1971), Münster
- Wandrelief (1976), Stuttgart
- Schichtung 107 (Stuttgarter Tor)[1] (1977), Stuttgart
- Heilbronner Kapitel (1977), Heilbronn

## Fotogalerij

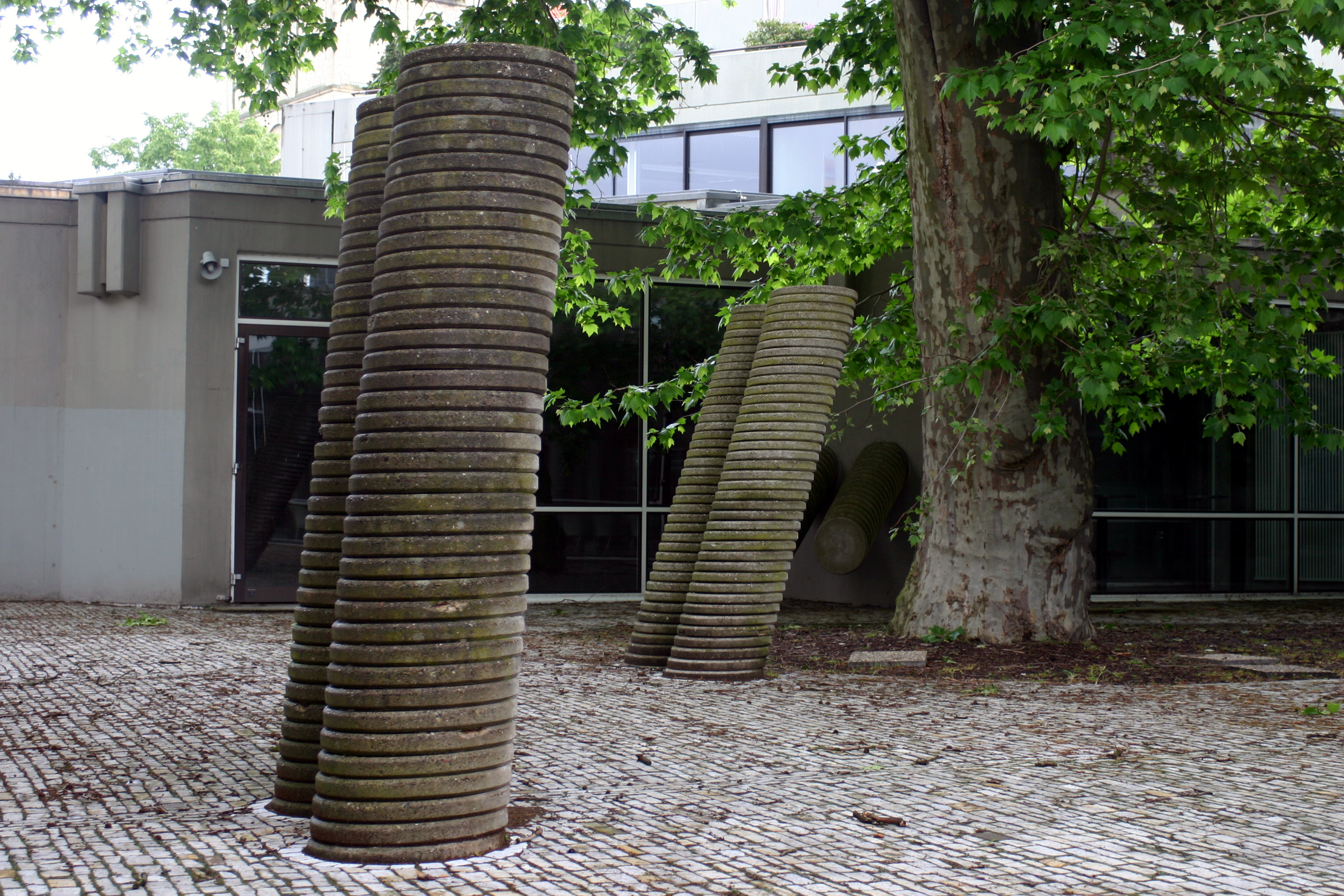
Raum Konzeption, Münster
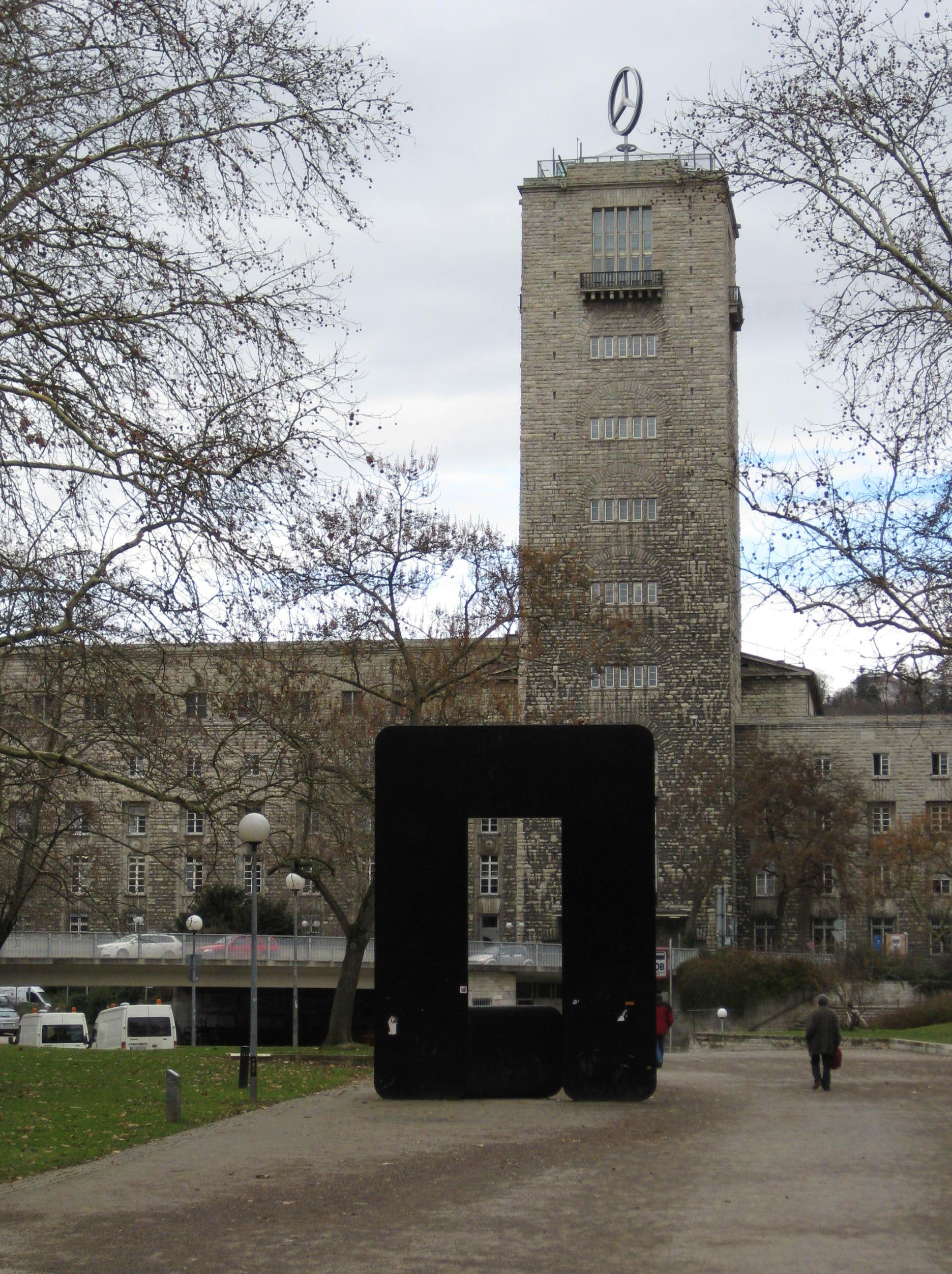
Stuttgarter Tor, Stuttgart
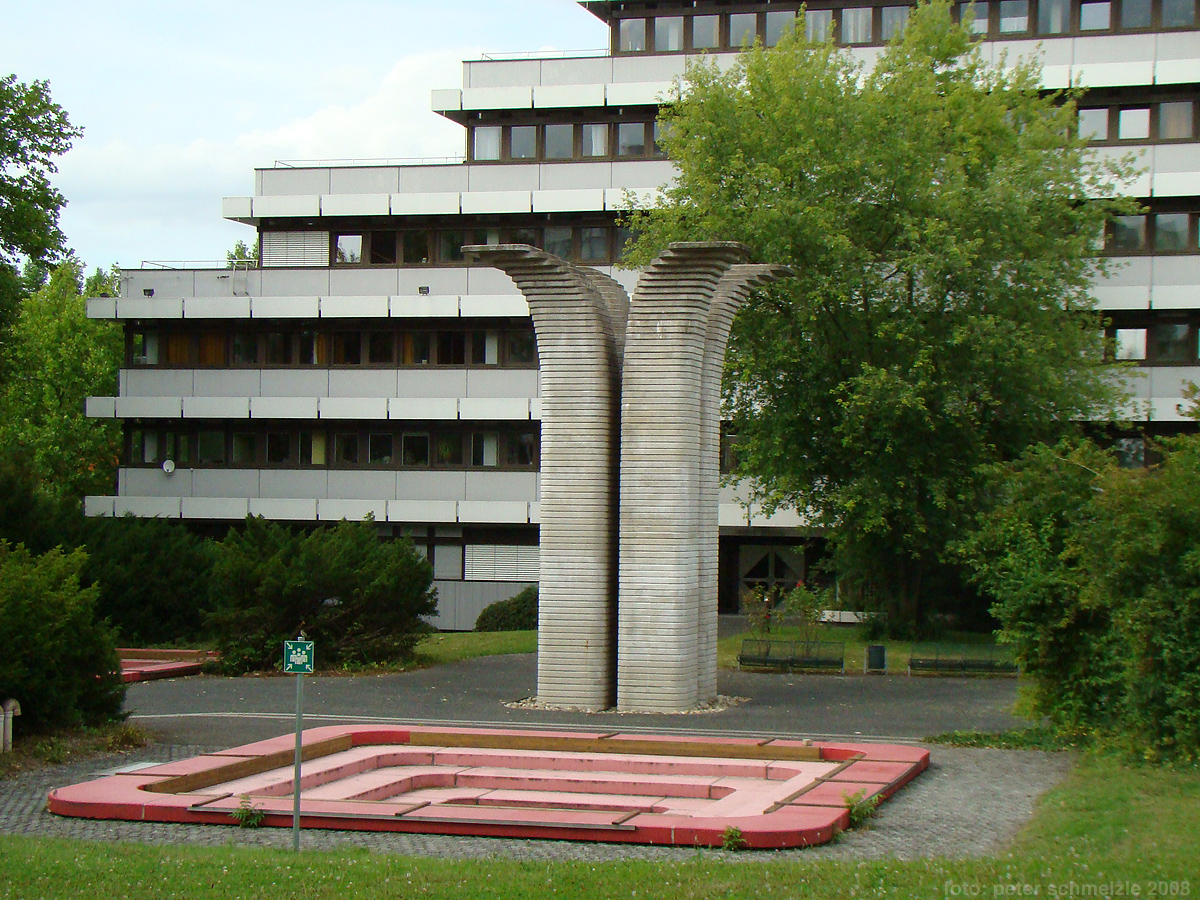
Heilbronner Kapitel, Heilbronn